# 第155师团
第155师团（Dai-hyakugojūgo Shidan）是日本帝国陆军的一个步兵师团。它的代号是护土兵团（Godo Heidan）。该师团于1945年2月28日在香川县善通寺组建。

## 行动
第155师团隶属于第55军。该师从1945年5月5日至日本投降为止，一直在辖区内巩固海防没有进行战斗。